# 2010 TJ
2010 TJとは、太陽系の最も外側の領域に存在する散乱円盤天体に分類される太陽系外縁天体であり、直径は約460kmである。2010年10月2日、チリ北部にあるヨーロッパ南天天文台（ESO）のラ・シヤ天文台でアメリカの天文学者デイヴィッド・ラビノウィッツ、Megan Schwamb、Suzanne W. Tourtellotteによって最初に観測された。この小惑星には小惑星番号も正式な名前もつけられていない。

## 軌道と分類
2010 TJは、マイケル・ブラウンの分類に基づくと、おそらく準惑星であるとされている。これは典型的な散乱円盤天体で、傾いた楕円軌道を持っている。2010 TJは、492年9か月の公転周期で、39.9~84.9天文単位離れた距離で太陽の周囲を公転している（179965日、軌道長半径は62.4天文単位）。軌道は0.36の離心率を持ち、黄道に対して39°傾いている。観測弧は、2010年10月のラ・シヤ天文台での最初の観測から始まっている。

## 物理的特性
2010 TJの色や分類学的タイプはまだ決定されていない。
2018年現在、測光観測から2010 TJの自転光度曲線は得られていない。自転周期、形状、極は不明のままである。
Johnston's Archiveとマイケル・ブラウンによると、2010 TJの直径は443kmと471kmであり、その表面のアルベドはそれぞれ0.09と0.07と想定されている。